# Underhud
Underhuden (latin: subcutis, grekiska: υποδερμις, hypodermis) är det understa av hudens tre huvudskikt. Underhuden ligger under läderhuden och binds ihop med underliggande vävnader av ett rikt nät av blodkärl.
Underhuden består mestadels av fett och stödjevävnad. Tack vare fettlagret fungerar den som kroppens energireserv och skyddar dessutom mot kyla. Insprängt i fettet finns mindre blodkärl och nervbanor som går vidare till över- och läderhuden. Underhuden är 2–10 mm tjock hos en mager människa, men kan bli upp till tio cm om man lider av övervikt.

## Underhudsfett
Underhudsfett kallas den fettreserv som finns lagrad direkt under huden hos alla människor. Alla däggdjur och de flesta djur sparar energi i form av fett både för energin och för den isolerande verkans skull. Underhudsfett känns igen genom att fettet ger valkar.
Fett som lagras på andra ställen i kroppen än direkt under huden, exempelvis runt de inre organen eller i bukhålan, är inte underhudsfett utan sådant fett kallas visceralt fett.

### Webbkällor
- Brydolf, Johanna; Toverud, Kari (24 juni 2019). ”Så fungerar hud, naglar och hår”. 1177 Vårdguiden. https://www.1177.se/liv--halsa/sa-fungerar-kroppen/huden/. Läst 16 september 2020.